# Lorius chlorocercus
Lorius chlorocercus е вид птица от семейство Папагалови (Psittaculidae).

## Разпространение
Видът е разпространен в Соломоновите острови.